# Saori Ariyoshi
Saori Ariyoshi (有吉 佐織, Ariyoshi Sayori, Saga, 1 november 1987) is een Japans voetbalster die als verdediger speelt bij Nippon TV Beleza.

## Carrière

### Clubcarrière
Ariyoshi begon haar carrière in 2008 bij TEPCO Mareeze. Ze tekende in 2010 bij Nippon TV Beleza. Met deze club werd zij in 2010, 2015, 2016, 2017 en 2018 kampioen van Japan.

### Interlandcarrière
Ariyoshi maakte op 29 februari 2012 haar debuut in het Japans vrouwenvoetbalelftal tijdens een wedstrijd om de Algarve Cup tegen Noorwegen. Zij nam met het Japans elftal deel aan het Aziatisch kampioenschap 2014 en Aziatische Spelen 2014. Japan behaalde goud op de Aziatisch kampioenschap en zilver op de Aziatische Spelen. Zij nam met het Japans elftal deel aan de wereldkampioenschappen vrouwenvoetbal in 2015. Daar stond zij in zes wedstrijden van Japan opgesteld en Japan behaalde zilver op de Spelen. Zij nam met het Japans elftal deel aan het Aziatisch kampioenschap 2018 en Aziatische Spelen 2018. Japan behaalde goud op de Aziatisch kampioenschap en de Aziatische Spelen. Ze heeft 65 interlands voor het Japanse elftal gespeeld en scoorde daarin een keer.

## Statistieken
| Japans vrouwenvoetbalelftal | Japans vrouwenvoetbalelftal | Japans vrouwenvoetbalelftal |
| Jaar                        | Wed.                        | Dlp.                        |
| --------------------------- | --------------------------- | --------------------------- |
| 2012                        | 5                           | 0                           |
| 2013                        | 8                           | 0                           |
| 2014                        | 17                          | 0                           |
| 2015                        | 12                          | 1                           |
| 2016                        | 7                           | 0                           |
| 2017                        | 0                           | 0                           |
| 2018                        | 14                          | 0                           |
| 2019                        | 2                           | 0                           |
| Totaal                      | 65                          | 1                           |